# Тригоналиды
Тригоналиды (лат. Trigonalidae, Trigonalyidae) — семейство наездников, единственное в составе надсемейства Trigonaloidea. Более 120 видов из 22 или 16 родов.

## Распространение
Встречаются повсеместно, главным образом, в тропиках. В Европе один вид — Pseudogonalos hahnii Spinola, 1840 (=Trigonalis hahnii). Древнейшие тригоналиды найдены в раннеэоценовых отложениях Северной Америки.

## Описание
Наездники средних размеров (5—15 мм). Обычно ярко окрашены. Усики очень длинные с множеством сегментов (18—28). Вертлуги 2-члениковые, крылья с 3 радиомедиальными ячейками. Являются паразитами личинок различных насекомых (социальных ос, пилильщиков и гусениц бабочек). Самки откладывают сотни и тысячи яиц на листья и для дальнейшего развития они должны быть проглочены личинками, в которых потом завершается их рост.

## Систематика
Выделяют 16 родов и около 120 видов
В Палеарктике — 5 родов и 14 видов. Фауна России включает 5 родов и 8 видов наездников этого семейства.
- Надсемейство Trigonaloidea (Trigonalyoidea)
  - Семейство Trigonalidae (Trigonalyidae)
    - Подсемейство Orthogonalinae (Orthogonalyinae)
      - Род Orthogonalys Schulz, 1905
        - Orthogonalys boliviana Schulz, 1905
        - Orthogonalys brevis Smith & Tripotin, 2012[9]
        - Orthogonalys elongata (Teranishi, 1929)
        - Orthogonalys fukuiensis (Tsuneki, 1991)
        - Orthogonalys gigantea Benoit, 1951
        - Orthogonalys hagoromonis (Teranishi, 1929)
        - Orthogonalys hova Bischoff, 1933
        - Orthogonalys maculata Bischoff, 1933
        - Orthogonalys parahova Smith & Tripotin, 2012
        - Orthogonalys seyrigi Bischoff, 1933

      - Род Teranishia Tsuneki, 1991
        - Teranishia crenulata Chen, van Achterberg, He & Xu, 2014
        - Teranishia nipponica Tsuneki, 1991

    - Подсемейство Trigonalinae (Trigonalyinae)
      - Род Bareogonalos  Schulz, 1907 (=Nippogonalos)
        - Bareogonalos jezoensis  (Uchida, 1929)

      - Род Lycogaster  Shuckard, 1841
        - Lycogaster angustula Chen, van Achterberg, He & Xu, 2014
        - Lycogaster flavonigrata Chen, van Achterberg, He & Xu, 2014
        - Lycogaster lachrymosa  (Westwood, 1874)
          - =Trigonalys lachrymosa

        - Lycogaster nigralva  Chen, van Achterberg, He & Xu, 2014
        - Lycogaster pullatus  Shuckard, 1841
        - Lycogaster rufiventris  (Magretti, 1897)
          - =Trigonalys rufiventris

        - Lycogaster violaceipennis  Chen, 1949

      - Род Mimelogonalos  Schulz, 1907
        - Mimelogonalos bouvieri  Schulz, 1907
        - Mimelogonalos minuta  (Rayment, 1952)
        - Mimelogonalos nigricauda  Riek, 1954
        - Mimelogonalos nigrithorax  Riek, 1954

      - Род Nomadina  Westwood, 1868
      - Род Pseudogonalos  Schulz, 1906
        - Pseudogonalos hahnii  Spinola, 1840 — Европа, Азия
          - (=Trigonalis hahnii)

      - ?Род Satogonalos  Teranishi, 1931 (или синоним рода Orthogonalys)
      - Род Taeniogonalos  Schulz, 1906 (=Poecilogonalos)
        - Taeniogonalos bicolor  (Chen, 1949)
        - Taeniogonalos bucarinata  Chen, van Achterberg, He & Xu, 2014
        - Taeniogonalos eurysoma  Chen & van Achterberg, 2020
        - Taeniogonalos fasciata  (Strand, 1913)
        - Taeniogonalos maculata  (Smith, 1851)
        - Taeniogonalos maga  (Teranishi, 1929)
        - Taeniogonalos mongolica  (Popov, 1945)
        - Taeniogonalos sauteri  (Bischoff, 1913)
        - Taeniogonalos taihorina  (Bischoff, 1914)
        - Taeniogonalos tricolor  (Chen, 1949)

      - Род Trigonalys  Westwood, 1835
        - Trigonalys melanoleuca  Westwood, 1835
        - Trigonalys erythrocephala  Santos & Aguiar, 2012[10]
        - Trigonalys gotica  Santos & Aguiar, 2012
        - Trigonalys natalensis  Kriechbaumer, 1894

      - Род Jezonogonalos  Tsuneki, 1991 (до 1994 года синоним рода Pseudogonalos)
        - Jezonogonalos jiangliae  Chen, van Achterberg, He & Xu, 2014
        - Jezonogonalos nyingchiensis  Chen & van Achterberg, 2020
        - Jezonogonalos marujamanae  Tsuneki, 1991

### Палеонтология
- † Eotrigonalis balticus[11]